# الدوري البرتغالي الممتاز
الدورى البرتغالي (بالبرتغالية: Liga Portugal‏) هو أقوى بطولة لكرة القدم للمحترفين في البرتغال وحسب الاسم التجاري لها يطلق عليها ساجريس ليجا. وهو يعد من الدوريات الخمس الكبر. يتنافس على لقب الدوري البرتغالي 18 فريق كل موسم ولكن لم يفز بالبطولة سوى خمس فرق. النسخة الحالية هي النسخة الحادية والتسعين من الدوري البرتغالي الجدير بالذكر أن هناك ثلاثة أندية يطلق عليها الثلاثة العمالقة وهي بورتو وبنفيكا وسبورتينغ لشبونة حيث حصدت هذه الأندية 89 بطولة من أصل 91. حيث فاز بنفيكا باللقب 38 مرة، وبورتو 30 مرة أما سبورتينغ لشبونة فقد فاز باللقب 21 مرة. فيما حصل كل من ناديي بيلينينسش وبوافيشتا على بطولة واحدة.
بطل موسم 2024–25 هو سبورتينغ لشبونة وذلك للمرة الحادية والعشرين في تاريخه.

## التاريخ
حتى عام الإصلاح الكروى في عام 1938 كان نظام المسابقة هو خروج المغلوب وكانت تسمى الدوري الممتاز وكان البطل يسمى بطل الدوري، على الرغم من أن هذه البطولة كانت تشبه نظام الكأس الحالي ولكنها كانت تحظى بشعبية كاسحة في البرتغال وقتها. وعلى عدة مراحل تم إجراء عدد من التعديلات على نظام البطولة لتحديد بطل البرتغال. من عام 1938–2000 كانت البطولة تعرف باسم دوري الدرجة الأولى البرتغالية الوطنية (بالبرتغالية: Campeonato Nacional da Primeira Divisão‏) أو دوري الدرجة الأولى.

## شركات الرعاية
كسبت شركت جالب للطاقة حقوق تسمية البطولة في عام 2002 وأصبح اسم البطولة سوبر ليج جالب للطاقة (بالإنجليزية: SuperLiga Galp Energia)‏. في 18 أغسطس 2005 تم الإعلان عن تعاقد لمدة أربع سنوات مع الشركة النمساوية بيون للمراهنات الرياضية وسط منافسة شرسة مع عدد من شركات القمار البرتغالية. وفي موسم 2005-2006 حملت البطولة اسم Liga betandwin.com ولكن في يوليو 2006 تم تغير اسم البطولة إلى BWINLIGA. في موسم 2008-2009 أصبح اسم البطولة سيجراس ليجا (بالإنجليزية: Liga Sagres)‏ نسبة إلى شركة سيجراس للبيرة الراعى الرسمي للبطولة.

## المنافسة
في موسم 2006-2007 تم تخفيض عدد الأندية المتنافسة على الدوري من 18 نادي إلى 16 نادي. و حسب بطولة الدوري البرتغالي، يواجه كل نادي جميع الاندية الأخرى مرتين مرة على ملعبه والمرة الثانية على ملعب الفرق المنافسة، يصل مجموع المباريات في النهاية 30 مباراة وكل عام يهبط ناديين من البطولة إلى البطولة الأقل والتي تعرف بليجا دهنورا (بالبرتغالية:  Liga de Honra‏) وهما الناديين الذين ينهون الموسم في المركز ال 16 و 15. و الناديين الذين يعتليين جدول ترتيب دوري دهنورا في المركز الأول والثاني يتم تصعيدهما إلى البطولة الأهم في البرتغال وهي ليجا سيجراس.
في نهاية كل موسم يتأهل صاحب المركز الأول والثاني إلى دوري أبطال أوروبا وأصحاب المراكز الثالث والرابع والخامس يتأهلا إلى كأس أوروبا بالإضافة إلى الفريق الفائز بكأس البرتغال. ويتأهل صاحب المركز السادس إلى دوري أوروبا.

## الحضور الجماهيري
منذ بداية الدوري البرتغالي هناك ثلاث أندية لها نسبة حضور جماهيري مرتفع مقارنة بباقي فرق البطولة وهم أندية بورتو وبنفيكا ولشبونة. أيضًا هذه الأندية تمتلك الملاعب الأكبر على الإطلاق في البرتغال جميعها تتسع لأكثر من 50.000 متفرج. الأندية الأخرى مثل دي فيتوريا غيماريش ودي فيتوريا سيتوبال وبالينينسيس ومارتيتيمو تحظى بحضور جيد أيضًا وقد يكون السبب في ذلك كون هذه الأندية لها تاريخ وباع طويل في البرتغال كما أنها تمثل عدد من أكبر مدن البرتغال ولكن في الوقت الحالي انخفضت نسبة حضور هذه الأندية ربما بسبب ملاعبها التي تتسع لما بين 10.000 -30.000 متفرج.

## سجل الأبطال
| - 1934–35: بورتو - 1935–36: بنفيكا - 1936–37: بنفيكا - 1937–38: بنفيكا - 1938–39: بورتو - 1939–40: بورتو - 1940–41: سبورتينغ لشبونة - 1941–42: بنفيكا - 1942–43: بنفيكا - 1943–44: سبورتينغ لشبونة - 1944–45: بنفيكا - 1945–46: بيلينينسش - 1946–47: سبورتينغ لشبونة - 1947–48: سبورتينغ لشبونة - 1948–49: سبورتينغ لشبونة - 1949–50: بنفيكا - 1950–51: سبورتينغ لشبونة - 1951–52: سبورتينغ لشبونة - 1952–53: سبورتينغ لشبونة - 1953–54: سبورتينغ لشبونة | - 1954–55: بنفيكا - 1955–56: بورتو - 1956–57: بنفيكا - 1957–58: سبورتينغ لشبونة - 1958–59: بورتو - 1939–60: بنفيكا - 1960–61: بنفيكا - 1961–62: سبورتينغ لشبونة - 1962–63: بنفيكا - 1963–64: بنفيكا - 1964–65: بنفيكا - 1965–66: سبورتينغ لشبونة - 1966–67: بنفيكا - 1967–68: بنفيكا - 1968–69: بنفيكا - 1969–70: سبورتينغ لشبونة - 1970–71: بنفيكا - 1971–72: بنفيكا - 1972–73: بنفيكا - 1973–74: سبورتينغ لشبونة | - 1974–75: بنفيكا - 1975–76: بنفيكا - 1976–77: بنفيكا - 1977–78: بورتو - 1978–79: بورتو - 1979–80: سبورتينغ لشبونة - 1980–81: بنفيكا - 1981–82: سبورتينغ لشبونة - 1982–83: بنفيكا - 1983–84: بنفيكا - 1984–85: بورتو - 1985–86: بورتو - 1986–87: بنفيكا - 1987–88: بورتو - 1988–89: بنفيكا - 1989–90: بورتو - 1990–91: بنفيكا - 1991–92: بورتو - 1992–93: بورتو - 1993–94: بنفيكا | - 1994–95: بورتو - 1995–96: بورتو - 1996–97: بورتو - 1997–98: بورتو - 1998–99: بورتو - 1999–00: سبورتينغ لشبونة - 2000–01: بوافيشتا - 2001–02: سبورتينغ لشبونة - 2002–03: بورتو - 2003–04: بورتو - 2004–05: بنفيكا - 2005–06: بورتو - 2006–07: بورتو - 2007–08: بورتو - 2008–09: بورتو - 2009–10: بنفيكا - 2010–11: بورتو - 2011–12: بورتو - 2012–13: بورتو - 2013–14: بنفيكا | - 2014–15: بنفيكا - 2015–16: بنفيكا - 2016–17: بنفيكا - 2017–18: بورتو - 2018–19: بنفيكا - 2019–20: بورتو - 2020–21: سبورتينغ لشبونة - 2021–22: بورتو - 2022–23: بنفيكا - 2023–24: سبورتينغ لشبونة - 2024–25: سبورتينغ لشبونة |

## الأكثر تتويجاً

### حسب النادي
| النادي            | الألقاب | الوصافة | مواسم البطولة |
| ----------------- | ------- | ------- | --- |
| بنفيكا            | 38      | 31      | 1935–36, 1936–37, 1937–38, 1941–42, 1942–43, 1944–45, 1949–50, 1954–55, 1956–57, 1959–60, 1960–61, 1962–63, 1963–64, 1964–65, 1966–67, 1967–68, 1968–69, 1970–71, 1971–72, 1972–73, 1974–75, 1975–76, 1976–77, 1980–81, 1982–83, 1983–84, 1986–87, 1988–89, 1990–91, 1993–94, 2004–05, 2009–10, 2013–14, 2014–15, 2015–16, 2016–17, 2018–19, 2022–23 |
| بورتو             | 30      | 29      | 1934–35, 1938–39, 1939–40, 1955–56, 1958–59, 1977–78, 1978–79, 1984–85, 1985–86, 1987–88, 1989–90, 1991–92, 1992–93, 1994–95, 1995–96, 1996–97, 1997–98, 1998–99, 2002–03, 2003–04, 2005–06, 2006–07, 2007–08, 2008–09, 2010–11, 2011–12, 2012–13, 2017–18, 2019–20, 2021–22                                                                         |
| سبورتينغ لشبونة   | 21      | 22      | 1940–41, 1943–44, 1946–47, 1947–48, 1948–49, 1950–51, 1951–52, 1952–53, 1953–54, 1957–58, 1961–62, 1965–66, 1969–70, 1973–74, 1979–80, 1981–82, 1999–2000, 2001–02, 2020–21, 2023–24, 2024–25 |
| بيلينينسش         | 01      | 03      | 1945–46 |
| بوافيشتا          | 01      | 03      | 2000–01 |
| أكاديميكا كويمبرا | —       | 01      | — |
| فيتوريا سيتوبال   | —       | 01      | — |
| سبورتينغ براغا    | —       | 01      | — |